# Лоренцана
Лоренца́на (итал. Lorenzana) — коммуна в Италии, располагается в области Тоскана, в провинции Пиза.
Население составляет 1144 человека (2008 г.), плотность населения составляет 60 чел./км². Занимает площадь 19 км². Почтовый индекс — 56043. Телефонный код — 050.
Покровителем коммуны почитается святой апостол Варфоломей, празднование 24 августа.

## Демография
Динамика населения:

## Администрация коммуны
- Официальный сайт: http://www.comune.lorenzana.pi.it/